# Mordechai Spiegler
Mordechai Spiegler (in ebraico מרדכי שפיגלר‎?; Soči, 19 agosto 1944) è un allenatore di calcio ed ex calciatore israeliano, di ruolo attaccante.

## Carriera internazionale
Esordì con la nazionale di Israele il 2 gennaio 1964 contro Hong Kong. Il suo miglior risultato a livello di nazionale fu la qualificazione del suo Paese al campionato del mondo 1970 in Messico. Spiegler è inoltre l'unico marcatore israeliano in una fase finale del campionato del mondo, avendo realizzato, nella citata edizione, un goal nella partita contro la Svezia.
I suoi 32 gol con la maglia di Israele (secondo il conteggio dell'IFA, la FIFA ne conta solo 24) sono il record nazionale. Spiegler segnò 24 reti in 57 gare "ufficiali" per la compagine israeliana, inoltre giocò in altri 21 match "non ufficiali" (soprattutto gare di qualificazione alle Olimpiadi) segnando altri 8 gol.
Spiegler capitanò la squadra olimpica alle Olimpiadi 1968 (Città del Messico) nelle quali Israele raggiunse i quarti di finale, perdendo con la Bulgaria (poi seconda classificata) per un sorteggio, dopo che il match era terminato 1-1.

## Golden Player
Nel novembre 2003, nei festeggiamenti per il 50º anniversario della UEFA, fu nominato Golden Player dalla Federcalcio del suo paese come più forte giocatore israeliano degli ultimi 50 anni. 

## Palmarès

### Giocatore

#### Club
- Campionato israeliano: 1

Maccabi Netanya: 1970-1971

#### Nazionale
- Coppa d'Asia: 1

1964

#### Individuale
- Capocannoniere della Coppa d'Asia: 1

Israele 1964 (2 reti, alla pari con Inder Singh)
- Capocannoniere del campionato israeliano: 3

1965-1966 (17 reti), 1966-1968 (38 reti), 1968-1969 (25 reti)